# 50 metri ostacoli
I 50 metri ostacoli sono una specialità sia maschile che femminile dell'atletica leggera, solitamente praticata nelle gare indoor.

## Record

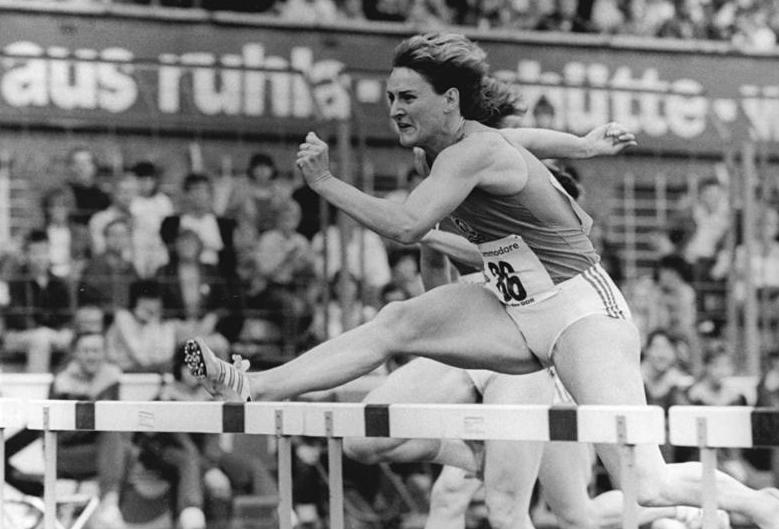
Cornelia Oschkenat, primatista mondiale femminile dal 1988

### Maschili
Statistiche aggiornate al 2 febbraio 2020.
|                             | Tempo | Atleta             | Luogo       | Data             |
| --------------------------- | ----- | ------------------ | ----------- | ---------------- |
| Record mondiale             | 6"25  | Mark McKoy         | Kōbe        | 5 marzo 1986     |
| Record africano             | 6"48  | Shaun Bownes       | Liévin      | 25 febbraio 2001 |
| Record asiatico             | 6"44  | Liu Xiang          | Liévin      | 28 febbraio 2004 |
| Record europeo              | 6"36  | Ladji Doucouré     | Liévin      | 26 febbraio 2005 |
| Record nord-centroamericano | 6"25  | Mark McKoy         | Kōbe        | 5 marzo 1986     |
| Record oceaniano            | 7"09  | Joseph Rodan       | Los Angeles | 20 gennaio 2001  |
| Record sudamericano         | 6"57  | Redelén dos Santos | Groninga    | 28 gennaio 2006  |

### Femminili
Statistiche aggiornate al 2 febbraio 2020.
|                             | Tempo | Atleta               | Luogo    | Data             |
| --------------------------- | ----- | -------------------- | -------- | ---------------- |
| Record mondiale             | 6"58  | Cornelia Oschkenat   | Berlino  | 20 febbraio 1988 |
| Record africano             | 6"76  | Glory Alozie         | Liévin   | 25 febbraio 2001 |
| Record asiatico             | 6"70  | Ol'ga Şişigina       | Budapest | 5 febbraio 1999  |
| Record europeo              | 6"58  | Cornelia Oschkenat   | Berlino  | 20 febbraio 1988 |
| Record nord-centroamericano | 6"67  | Jackie Joyner-Kersee | Reno     | 10 febbraio 1995 |
| Record nord-centroamericano | 6"67  | Michelle Freeman     | Liévin   | 13 febbraio 2000 |

Legenda:
: record mondiale
: record africano
: record asiatico
: record europeo
: record nord-centroamericano e caraibico
: record oceaniano
: record sudamericano

## Migliori atleti

### Maschili
Statistiche aggiornate al 22 luglio 2023.
|    | Tempo | Atleta           | Luogo     | Data             |
| -- | ----- | ---------------- | --------- | ---------------- |
| 1. | 6"25  | Mark McKoy       | Kōbe      | 5 marzo 1986     |
| 2. | 6"35  | Greg Foster      | Rosemont  | 27 gennaio 1985  |
| 3. | 6"36  | Renaldo Nehemiah | Edmonton  | 3 febbraio 1979  |
| 3. | 6"36  | Anier García     | Liévin    | 13 febbraio 2000 |
| 3. | 6"36  | Ladji Doucouré   | Liévin    | 26 febbraio 2005 |
| 6. | 6"38  | Anthony Dees     | Budapest  | 5 febbraio 1999  |
| 7. | 6"39  | Dayron Robles    | Stoccolma | 21 febbraio 2008 |
| 8. | 6"40  | Colin Jackson    | Budapest  | 5 febbraio 1999  |
| 9. | 6"41  | Igor Kováč       | Praga     | 15 febbraio 1992 |
| 9. | 6"41  | Mark Crear       | Reno      | 10 febbraio 1995 |

### Femminili
Statistiche aggiornate al 22 luglio 2023.
|    | Tempo | Atleta                | Luogo     | Data             |
| -- | ----- | --------------------- | --------- | ---------------- |
| 1. | 6"58  | Cornelia Oschkenat    | Berlino   | 20 febbraio 1988 |
| 2. | 6"65  | Gloria Siebert        | Berlino   | 20 febbraio 1988 |
| 2. | 6"65  | Lyudmila Narozhilenko | Grenoble  | 7 febbraio 1993  |
| 4. | 6"67  | Jackie Joyner-Kersee  | Reno      | 10 febbraio 1995 |
| 4. | 6"67  | Michelle Freeman      | Liévin    | 13 febbraio 2000 |
| 4. | 6"67  | Susanna Kallur        | Stoccolma | 21 febbraio 2008 |
| 7. | 6"70  | Brigita Bukovec       | Budapest  | 5 febbraio 1999  |
| 7. | 6"70  | Ol'ga Şişigina        | Budapest  | 5 febbraio 1999  |
| 9. | 6"73  | Julie Baumann         | Grenoble  | 7 febbraio 1993  |
| 9. | 6"73  | Julija Graudyn'       | Mosca     | 27 gennaio 1995  |